# Across the Plains (film, 1910)
Pour les articles homonymes, voir Across the Plains.
Pour plus de détails, voir Fiche technique et Distribution.
Across the Plains est un film muet américain réalisé par Francis Boggs et sorti en 1910.

## Fiche technique
- Titre : Across the Plains
- Réalisation : Francis Boggs
- Scénario :
- Photographie :
- Montage :
- Producteur : William Selig
- Société de production : Selig Polyscope Company
- Société de distribution : Selig Polyscope Company
- Pays d'origine :  États-Unis
- Langue : film muet avec les intertitres en anglais
- Format : Noir et blanc — 35 mm — 1,33:1 — Muet
- Genre : Western
- Dates de sortie : 
  -  États-Unis : 10 mars 1910

## Distribution
- Hobart Bosworth
- Betty Harte
- Tom Santschi